# Juncus antarcticus
Juncus antarcticus är en tågväxtart som beskrevs av Joseph Dalton Hooker. Juncus antarcticus ingår i släktet tåg, och familjen tågväxter. Inga underarter finns listade i Catalogue of Life.

## Bildgalleri

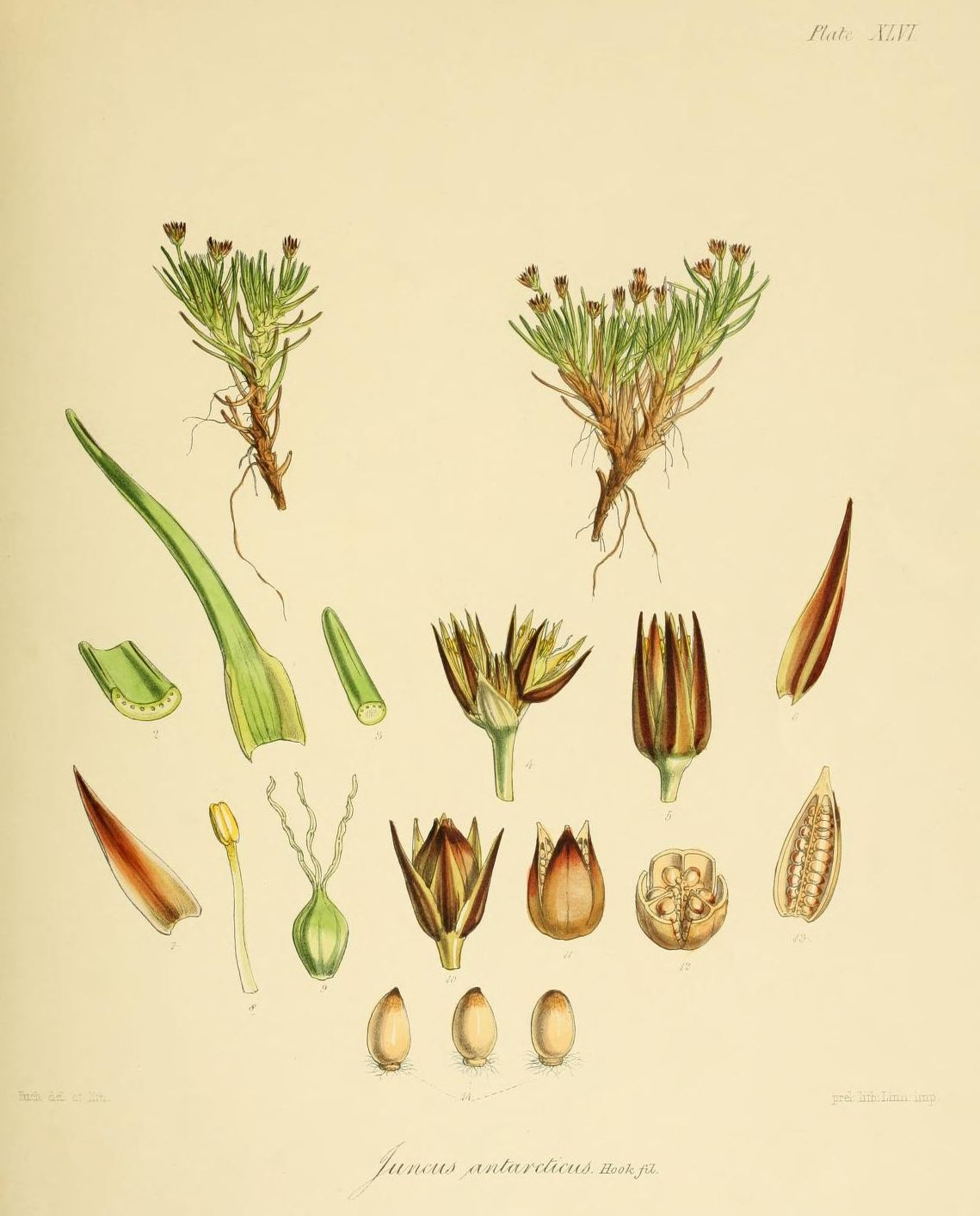